# Arthur Montagu Brookfield
Arthur Montagu Brookfield (ur. 18 marca 1853 w Londynie, zm. 3 marca 1940 w Sonning Common) – brytyjski oficer (pułkownik), urzędnik konsularny, polityk.
Uczęszczał do Rugby School oraz Jesus College na Uniwersytecie Cambridge. Służył jako porucznik w 13 regimencie husarów w Indiach, i odszedł na emeryturę z armii w 1880. Był pułkownikiem – dowódcą sił terytorialnych Cinque Ports VRC oraz sędzią pokoju hrabstwa Sussex.
W latach 1885–1903 pełnił funkcję posła w Izbie Gmin. W tym też okresie jako dowódca batalionu brał udział w II wojnie burskiej. Następnie przyjęto go do służby zagranicznej; w latach 1903–1910 był konsulem w Gdańsku (z pensją 400 funtów rocznie), w latach 1910–1923 w Savannah w Georgii.
Uhonorowany Orderem św. Jana Jerozolimskiego w 1901.